# Campionato europeo femminile under 16 di pallavolo 2019
Il campionato europeo femminile under 16 di pallavolo 2019 si è svolto dal 13 al 21 luglio a Trieste, in Italia, e a Zagabria, in Croazia: al torneo hanno partecipato dodici squadre nazionali under 16 europee e la vittoria finale è andata per la prima volta alla Turchia.

## Qualificazioni
Al torneo hanno partecipato: le nazionali dei due paesi organizzatori e dieci nazionali qualificate tramite il torneo di qualificazione.

## Impianti
|                                                                    |                                                                        |  |
|                                                                    |                                                                        |  |
| PalaChiarbola Città: Trieste Capienza: 1 086 Anno d'apertura: 1970 | Športska dvorana Trnsko Città: Zagabria Capienza: - Anno d'apertura: - |  |

## Regolamento

### Formula
Le squadre hanno disputato una prima fase a gironi con formula del girone all'italiana; al termine della prima fase:
- Le prime due classificate di ogni girone hanno acceduto alla fase finale per il primo posto strutturata in semifinali, finale per il terzo posto e finale.
- La seconda e la terza classificata di ogni girone hanno acceduto alla finale per il quinto posto strutturata in semifinali, finale per il settimo posto e finale per il quinto posto.

### Criteri di classifica
Se il risultato finale è stato di 3-0 o 3-1 sono stati assegnati 3 punti alla squadra vincente e 0 a quella sconfitta, se il risultato finale è stato di 3-2 sono stati assegnati 2 punti alla squadra vincente e 1 a quella sconfitta.
L'ordine del posizionamento in classifica è stato definito in base a:
- Numero di partite vinte;
- Punti;
- Ratio dei set vinti/persi;
- Ratio dei punti realizzati/subiti;
- Risultati degli scontri diretti.

## Squadre partecipanti
| Squadra     | Qualificazione                                | Ultima partecipazione |
| ----------- | --------------------------------------------- | --------------------- |
| Belgio      | 1ª al torneo di qualificazione (girone WEVZA) | Bulgaria 2017         |
| Croazia     | Paese organizzatore                           | Debutto               |
| Finlandia   | 1ª al torneo di qualificazione (girone NEVZA) | Bulgaria 2017         |
| Francia     | 1ª al torneo di qualificazione (girone D)     | Debutto               |
| Germania    | 1ª al torneo di qualificazione (girone B)     | Debutto               |
| Italia      | Paese organizzatore                           | Bulgaria 2017         |
| Paesi Bassi | 1ª al torneo di qualificazione (girone E)     | Bulgaria 2017         |
| Romania     | 1ª al torneo di qualificazione (girone C)     | Bulgaria 2017         |
| Russia      | 1ª al torneo di qualificazione (girone EEVZA) | Bulgaria 2017         |
| Serbia      | 1ª al torneo di qualificazione (girone A)     | Debutto               |
| Slovenia    | 1ª al torneo di qualificazione (girone MEVZA) | Debutto               |
| Turchia     | 1ª al torneo di qualificazione (girone BVA)   | Bulgaria 2017         |

## Torneo

### Fase a gironi
| Girone I  | Girone II   |
| --------- | ----------- |
| Croazia   | Belgio      |
| Finlandia | Italia      |
| Francia   | Paesi Bassi |
| Germania  | Romania     |
| Russia    | Serbia      |
| Slovenia  | Turchia     |

#### Girone I

##### Risultati
| 13 luglio 2019 Športska dvorana Trnsko, Zagabria Durata: 1h:37 - Spettatori: 155 | Slovenia  | 1 - 3 | Russia    | 25-21, 14-25, 14-25, 19-25        |
| 13 luglio 2019 Športska dvorana Trnsko, Zagabria Durata: 1h:57 - Spettatori: 290 | Croazia   | 2 - 3 | Francia   | 7-25, 25-22, 25-20, 23-25, 12-15  |
| 13 luglio 2019 Športska dvorana Trnsko, Zagabria Durata: 1h:07 - Spettatori: 78  | Germania  | 3 - 0 | Finlandia | 25-18, 25-18, 25-18               |
| 14 luglio 2019 Športska dvorana Trnsko, Zagabria Durata: 1h:07 - Spettatori: 60  | Russia    | 3 - 0 | Francia   | 25-14, 25-21, 25-15               |
| 14 luglio 2019 Športska dvorana Trnsko, Zagabria Durata: 1h:43 - Spettatori: 315 | Finlandia | 1 - 3 | Croazia   | 22-25, 22-25, 26-24, 17-25        |
| 14 luglio 2019 Športska dvorana Trnsko, Zagabria Durata: 2h:00 - Spettatori: 130 | Slovenia  | 2 - 3 | Germania  | 25-16, 19-25, 20-25, 25-12, 14-16 |
| 15 luglio 2019 Športska dvorana Trnsko, Zagabria Durata: 1h:09 - Spettatori: 80  | Francia   | 3 - 0 | Finlandia | 25-17, 25-16, 25-19               |
| 15 luglio 2019 Športska dvorana Trnsko, Zagabria Durata: 2h:05 - Spettatori: 210 | Croazia   | 2 - 3 | Slovenia  | 26-24, 26-24, 18-25, 26-28, 8-15  |
| 15 luglio 2019 Športska dvorana Trnsko, Zagabria Durata: 0h:52 - Spettatori: 100 | Germania  | 0 - 3 | Russia    | 8-25, 11-25, 11-25                |
| 17 luglio 2019 Športska dvorana Trnsko, Zagabria Durata: 1h:52 - Spettatori: 110 | Slovenia  | 3 - 1 | Francia   | 25-21, 19-25, 25-20, 25-20        |
| 17 luglio 2019 Športska dvorana Trnsko, Zagabria Durata: 1h:11 - Spettatori: 300 | Germania  | 3 - 0 | Croazia   | 25-22, 25-15, 27-25               |
| 17 luglio 2019 Športska dvorana Trnsko, Zagabria Durata: 1h:03 - Spettatori: 54  | Russia    | 3 - 0 | Finlandia | 25-19, 25-14, 25-14               |
| 18 luglio 2019 Športska dvorana Trnsko, Zagabria Durata: 1h:42 - Spettatori: 60  | Francia   | 3 - 1 | Germania  | 21-25, 25-22, 25-17, 25-19        |
| 18 luglio 2019 Športska dvorana Trnsko, Zagabria Durata: 1h:08 - Spettatori: 175 | Croazia   | 0 - 3 | Russia    | 17-25, 14-25, 16-25               |
| 18 luglio 2019 Športska dvorana Trnsko, Zagabria Durata: 1h:06 - Spettatori: 100 | Finlandia | 0 - 3 | Slovenia  | 18-25, 14-25, 19-25               |

##### Classifica
| Pos. | Squadra   | Pt | G | V | P | SV | SP | Ratio  | PF  | PS  | Ratio |
| ---- | --------- | -- | - | - | - | -- | -- | ------ | --- | --- | ----- |
| 1.   | Russia    | 15 | 5 | 5 | 0 | 15 | 1  | 15,000 | 396 | 246 | 1,609 |
| 2.   | Slovenia  | 9  | 5 | 3 | 2 | 12 | 9  | 1,333  | 460 | 431 | 1,067 |
| 3.   | Germania  | 8  | 5 | 3 | 2 | 10 | 8  | 1,250  | 359 | 390 | 0,920 |
| 4.   | Francia   | 8  | 5 | 3 | 2 | 10 | 9  | 1,111  | 414 | 396 | 1,045 |
| 5.   | Croazia   | 5  | 5 | 1 | 4 | 7  | 13 | 0,538  | 404 | 462 | 0,874 |
| 6.   | Finlandia | 0  | 5 | 0 | 5 | 1  | 15 | 0,066  | 291 | 399 | 0,729 |

      Qualificata alle semifinali per il primo posto.
      Qualificata alle semifinali per il quinto posto.

#### Girone II

##### Risultati
| 13 luglio 2019 PalaChiarbola, Trieste Durata: 1h:11 - Spettatori: 100 | Turchia     | 3 - 0 | Serbia      | 25-14, 25-18, 25-16               |
| 13 luglio 2019 PalaChiarbola, Trieste Durata: 1h:39 - Spettatori: 200 | Paesi Bassi | 3 - 1 | Belgio      | 25-23, 17-25, 25-22, 25-19        |
| 13 luglio 2019 PalaChiarbola, Trieste Durata: 1h:07 - Spettatori: 312 | Romania     | 0 - 3 | Italia      | 23-25, 10-25, 10-25               |
| 14 luglio 2019 PalaChiarbola, Trieste Durata: 1h:08 - Spettatori: 123 | Serbia      | 3 - 0 | Belgio      | 25-11, 25-17, 25-20               |
| 14 luglio 2019 PalaChiarbola, Trieste Durata: 1h:02 - Spettatori: 100 | Turchia     | 3 - 0 | Romania     | 25-12, 25-18, 25-13               |
| 14 luglio 2019 PalaChiarbola, Trieste Durata: 1h:42 - Spettatori: 300 | Italia      | 3 - 1 | Paesi Bassi | 22-25, 25-23, 25-23, 25-11        |
| 15 luglio 2019 PalaChiarbola, Trieste Durata: 1h:17 - Spettatori: 100 | Romania     | 0 - 3 | Serbia      | 23-25, 22-25, 16-25               |
| 15 luglio 2019 PalaChiarbola, Trieste Durata: 1h:12 - Spettatori: 300 | Paesi Bassi | 0 - 3 | Turchia     | 21-25, 19-25, 22-25               |
| 15 luglio 2019 PalaChiarbola, Trieste Durata: 1h:08 - Spettatori: 300 | Belgio      | 0 - 3 | Italia      | 20-25, 18-25, 18-25               |
| 17 luglio 2019 PalaChiarbola, Trieste Durata: 1h:51 - Spettatori: 60  | Romania     | 3 - 2 | Paesi Bassi | 20-25, 25-12, 11-25, 25-22, 15-12 |
| 17 luglio 2019 PalaChiarbola, Trieste Durata: 1h:02 - Spettatori: 100 | Turchia     | 3 - 0 | Belgio      | 25-18, 25-10, 25-17               |
| 17 luglio 2019 PalaChiarbola, Trieste Durata: 1h:14 - Spettatori: 300 | Serbia      | 0 - 3 | Italia      | 15-25, 21-25, 22-25               |
| 18 luglio 2019 PalaChiarbola, Trieste Durata: 1h:53 - Spettatori: 60  | Belgio      | 3 - 2 | Romania     | 23-25, 22-25, 25-16, 25-16, 15-13 |
| 18 luglio 2019 PalaChiarbola, Trieste Durata: 1h:42 - Spettatori: 100 | Paesi Bassi | 2 - 3 | Serbia      | 25-18, 20-25, 25-22, 12-25, 11-15 |
| 18 luglio 2019 PalaChiarbola, Trieste Durata: 1h:08 - Spettatori: 350 | Italia      | 0 - 3 | Turchia     | 15-25, 16-25, 22-25               |

##### Classifica
| Pos. | Squadra     | Pt | G | V | P | SV | SP | Ratio | PF  | PS  | Ratio |
| ---- | ----------- | -- | - | - | - | -- | -- | ----- | --- | --- | ----- |
| 1.   | Turchia     | 15 | 5 | 5 | 0 | 15 | 0  | MAX   | 375 | 251 | 1,494 |
| 2.   | Italia      | 12 | 5 | 4 | 1 | 12 | 4  | 3,000 | 375 | 314 | 1,194 |
| 3.   | Serbia      | 8  | 5 | 3 | 2 | 9  | 8  | 1,125 | 361 | 352 | 1,025 |
| 4.   | Paesi Bassi | 5  | 5 | 1 | 4 | 8  | 13 | 0,615 | 425 | 462 | 0,919 |
| 5.   | Romania     | 3  | 5 | 1 | 4 | 5  | 14 | 0,357 | 338 | 431 | 0,784 |
| 6.   | Belgio      | 2  | 5 | 1 | 4 | 4  | 14 | 0,285 | 348 | 412 | 0,844 |

      Qualificata alle semifinali per il primo posto.
      Qualificata alle semifinali per il quinto posto.

### Fase finale

#### Finali 1º e 3º posto
|  | Semifinali | Semifinali | Semifinali |                 |     | Finale | Finale   | Finale |
|  |            |            |            |                 |     |        |          |        |
|  | 1I         | Russia     | 2          |                 |     |        |          |        |
|  | 1I         | Russia     | 2          |                 |     |        |          |        |
|  | 2II        | Italia     | 3          |                 |     |        |          |        |
|  | 2II        | Italia     | 3          |                 | 2II | Italia | 0        |        |
|  |            |            |            |                 | 2II | Italia | 0        |        |
|  |            |            |            |                 |     | 1II    | Turchia  | 3      |
|  | 1II        | Turchia    | 3          |                 |     | 1II    | Turchia  | 3      |
|  | 1II        | Turchia    | 3          |                 |     |        |          |        |
|  | 2I         | Slovenia   | 1          |                 |     |        |          |        |
|  | 2I         | Slovenia   | 1          | Finale 3° posto |     |        |          |        |
|  |            |            |            |                 |     |        |          |        |
|  |            |            |            |                 |     | 1I     | Russia   | 3      |
|  |            |            |            |                 |     | 1I     | Russia   | 3      |
|  |            |            |            |                 |     | 2I     | Slovenia | 1      |

##### Semifinali
| 20 luglio 2019 PalaChiarbola, Trieste Durata: 1h:45 - Spettatori: 600 | Russia  | 2 - 3 | Italia   | 25-21, 16-25, 25-13, 24-26, 11-15 |
| 20 luglio 2019 PalaChiarbola, Trieste Durata: 1h:30 - Spettatori: 200 | Turchia | 3 - 1 | Slovenia | 23-25, 25-18, 25-17, 25-8         |

##### Finale 3º posto
| 21 luglio 2019 PalaChiarbola, Trieste Durata: 1h:34 - Spettatori: 100 | Russia | 3 - 1 | Slovenia | 25-19, 18-25, 25-18, 25-14 |

##### Finale
| 21 luglio 2019 PalaChiarbola, Trieste Durata: 1h:14 - Spettatori: 1 000 | Italia | 0 - 3 | Turchia | 20-25, 20-25, 20-25 |

#### Finali 5º e 7º posto
|  | Semifinali | Semifinali  | Semifinali |                 |     | Finale      | Finale   | Finale |
|  |            |             |            |                 |     |             |          |        |
|  | 3I         | Germania    | 2          |                 |     |             |          |        |
|  | 3I         | Germania    | 2          |                 |     |             |          |        |
|  | 4II        | Paesi Bassi | 3          |                 |     |             |          |        |
|  | 4II        | Paesi Bassi | 3          |                 | 4II | Paesi Bassi | 3        |        |
|  |            |             |            |                 | 4II | Paesi Bassi | 3        |        |
|  |            |             |            |                 |     | 3II         | Serbia   | 1      |
|  | 3II        | Serbia      | 3          |                 |     | 3II         | Serbia   | 1      |
|  | 3II        | Serbia      | 3          |                 |     |             |          |        |
|  | 4I         | Francia     | 1          |                 |     |             |          |        |
|  | 4I         | Francia     | 1          | Finale 3° posto |     |             |          |        |
|  |            |             |            |                 |     |             |          |        |
|  |            |             |            |                 |     | 3I          | Germania | 3      |
|  |            |             |            |                 |     | 3I          | Germania | 3      |
|  |            |             |            |                 |     | 4I          | Francia  | 0      |

##### Semifinali
| 20 luglio 2019 Športska dvorana Trnsko, Zagabria Durata: 1h:54 - Spettatori: 50 | Germania | 3 - 1 | Paesi Bassi | 20-25, 25-21, 25-19, 24-26, 8-15 |
| 20 luglio 2019 Športska dvorana Trnsko, Zagabria Durata: 1h:36 - Spettatori: 60 | Serbia   | 2 - 3 | Francia     | 25-20, 25-12, 15-25, 25-18       |

##### Finale 7º posto
| 21 luglio 2019 Športska dvorana Trnsko, Zagabria Durata: 1h:14 - Spettatori: 45 | Germania | 3 - 0 | Francia | 25-16, 25-22, 25-19 |

##### Finale 5º posto
| 21 luglio 2019 Športska dvorana Trnsko, Zagabria Durata: 1h:46 - Spettatori: 50 | Paesi Bassi | 3 - 1 | Serbia | 29-27, 18-25, 25-22, 25-20 |

## Podio

### Campione
Formazione: 2 Aleyna Göçmen, 3 Deniz Zengin, 4 Beren Yeşilırmak, 5 Melisa Ege Bükmen, 6 Yasemin Narlıoğlu, 9 Özlem Şahin, 10 Dalia Wilson, 11 Ece Hıtayca, 12 Özge Arslanalp, 13 Ayşe Güvener, 14 Pelin Eroktay, 20 Deniz Ece Dakak, CT: Şahin Çatma

### Secondo posto
Formazione: 1 Sara Bellia, 2 Benedetta Salviato, 3 Giulia Polesello, 4 Elisa Marinoni, 6 Marina Giacomello, 7 Greta Catania, 8 Dominika Giuliani, 9 Viola Passaro, 10 Julia Ituma, 11 Manuela Ribechi, 14 Giulia Orlandi, 16 Matilde Munarini, CT: Pasquale D'Aniello

### Terzo posto
Formazione: 1 Natalia Suvorova, 2 Amaliya Gorbatyuk, 3 Irina Artiukhina, 4 Viktorija Kobzar', 6 Anastasija Kapralova, 9 Elizaveta Protopopova, 10 Arina Fedorovceva, 11 Oksana Shvydkaia, 12 Daria Zamanskaia, 15 Veronika Dumrauf, 16 Anna Khabibrakhmanova, 17 Anastasiia Zhabrova, CT: Alexander Karikov

## Classifica finale
| Pos     | Squadra     |
| ------- | ----------- |
| Oro     | Turchia     |
| Argento | Italia      |
| Bronzo  | Russia      |
| 4       | Slovenia    |
| 5       | Paesi Bassi |
| 6       | Serbia      |
| 7       | Germania    |
| 8       | Francia     |
| 9       | Croazia     |
| 10      | Romania     |
| 11      | Belgio      |
| 12      | Finlandia   |

## Premi individuali
| Premio                 | Nome                     | Squadra  |
| ---------------------- | ------------------------ | -------- |
| MVP                    | Özge Arslanalp           | Turchia  |
| Miglior palleggiatrice | Özge Arslanalp           | Turchia  |
| Miglior opposto        | Taja Gradisnik Klanjscek | Slovenia |
| Miglior schiacciatrice | Arina Fedorovceva        | Russia   |
| Miglior schiacciatrice | Naja Salamun             | Slovenia |
| Miglior centrale       | Natalia Suvorova         | Russia   |
| Miglior centrale       | Neja Cizman              | Slovenia |
| Miglior libero         | Benedetta Salviato       | Italia   |
| Fair Play              | Greta Catania            | Italia   |